# Tella, Algérie
Tella là một đô thị thuộc tỉnh Sétif, Algérie. Dân số thời điểm năm 2002 là 6.826 người.